# Tanja Larsson
Tanja Larsson (født 7. juli 1977 i Haslev) er en dansk fysioterapeut og politiker for Socialdemokratiet. Hun er medlem af Folketinget idet hun 13. juni 2023 overtog afdøde Mette Gjerskovs mandat i Sjællands Storkreds. Hun var tidligere medlem af Folketinget fra 1. oktober 2019, hvor hun overtog mandatet i Sjællands Storkreds efter Henrik Sass Larsen. til 1. november 2022 hvor hun ikke opnåede genvalg. I perioden fra 2. maj til 11. juni 2023 var  Larsson midlertidigt medlem af Folketinget som stedfortræder for Mette Gjerskov under dennes sygdom.
I 2021 har Tanja Larsson i knap to år misbrugt en af Folketingets gratis lejligheder i hjertet af København, så boligordføreren samtidig - i klokkeklar strid med flere regler - kunne fremleje sin egen andelslejlighed få kilometer derfra. 